# 大野熊雄
大野 熊雄（大野 久磨夫、おおの くまお、1889年〈明治22年〉11月6日 - 1981年〈昭和56年〉6月1日）は、日本の武道家、弁護士。

## 生涯
熊本市生まれ。大野家は熊本藩藩主細川氏の家臣であった。熊雄は幼時より熊本藩伝の新陰流剣術、伯耆流居合術を修行し免許皆伝を授かる。熊本県中学済々黌、京都帝国大学経済学部、法学部を卒業。
東亜同文書院教授、大阪毎日新聞記者、京都帝国大学学生主事を歴任。大日本武徳会で武道の修練、大映京都撮影所で剣戟映画指導も行った。著書に『剣士内藤高治』、『剣士一代』、『日本名刀伝』がある。
1953年（昭和28年）の第3回参議院議員通常選挙に全国区から緑風会公認で出馬したが落選した。

## 称号
- 京都帝国大学経済学士
- 京都帝国大学法学士
- 大日本武徳会剣道精錬証（1921年）
- 大日本武徳会居合術教士（1927年）
- 大日本武徳会剣道教士（1930年）
- 大日本武徳会遊泳術教士（1932年）

## 戦績
- 1927年（昭和2年）、第4回明治神宮体育大会剣道競技36歳以上の部優勝